# 東玉川学園
東玉川学園（ひがしたまがわがくえん）は、東京都町田市にある町名。現行行政地名は東玉川学園一丁目から四丁目（住居表示区域）。郵便番号は194-0042。

## 地理
町田市の中東部に位置する。
東は成瀬台三丁目と四丁目、南は成瀬台一丁目と西成瀬三丁目、西は南大谷五丁目と玉川学園八丁目、北は玉川学園七丁目、神奈川県横浜市青葉区奈良町と接している。
三丁目はごく一部を除いて、ほぼ全域が昭和薬科大学の敷地となっている。

### 地価
住宅地の地価は、2014年（平成26年）1月1日の公示地価によれば、東玉川学園2-3-4の地点で15万5000円/m2となっている。

## 歴史
宅地開発がなされ、成瀬から分立。
新設当初は一丁目及び二丁目が住居表示区域、三丁目及び四丁目が地番区域となっていたが、2024年7月15日に隣接する南大谷とともに三丁目及び四丁目で住居表示が実施され、新設から40年以上を経て全域が住居表示区域となった。

### 沿革
- 1981年（昭和56年）9月6日 - 大字 成瀬の一部より、東玉川学園一〜四丁目を新設。
- 2024年（令和6年）7月15日 - 東玉川学園三丁目及び四丁目で住居表示を実施[6]。

## 世帯数と人口
2018年（平成30年）1月1日現在の世帯数と人口は以下の通りである。
| 丁目             | 世帯数    | 人口    |
| ---------------- | --------- | ------- |
| 東玉川学園一丁目 | 686世帯   | 1,543人 |
| 東玉川学園二丁目 | 444世帯   | 1,054人 |
| 東玉川学園三丁目 | 23世帯    | 52人    |
| 東玉川学園四丁目 | 280世帯   | 713人   |
| 計               | 1,433世帯 | 3,362人 |

## 小・中学校の学区
市立小・中学校に通う場合、学区は以下の通りとなる。
| 丁目             | 番・番地等                                                        | 小学校               | 中学校               |
| ---------------- | ----------------------------------------------------------------- | -------------------- | -------------------- |
| 東玉川学園一丁目 | 3番1～9号・48～90号 9番11～32号・35～45号                         | 町田市立南大谷小学校 | 町田市立南大谷中学校 |
| 東玉川学園一丁目 | 1～2番、3番10～47号 4～8番 9番1～10号・33～34号 9番46号、10～33番 | 町田市立成瀬台小学校 | 町田市立成瀬台中学校 |
| 東玉川学園二丁目 | 全域                                                              | 町田市立成瀬台小学校 | 町田市立成瀬台中学校 |
| 東玉川学園三丁目 | 全域                                                              | 町田市立南大谷小学校 | 町田市立南大谷中学校 |
| 東玉川学園四丁目 | 全域                                                              | 町田市立南大谷小学校 | 町田市立南大谷中学校 |

## 交通

### 鉄道
小田急小田原線 玉川学園前駅が最寄駅である。

### 路線バス
神奈川中央交通（神奈中）・玉川学園コミュニティバス（小田急バス）により、以下の路線が運行されている。
- 「東玉川学園四丁目」バス停留所などから成瀬駅行き、つくし野駅行き、玉川学園前駅南口行きがある。以前は昭和薬科大学から町田バスセンター行きの路線も運行されていたが、2021年1月に廃止された為、町内から町田駅方面に運行される路線は存在しない。

（玉川学園前駅南口行きは小田急バスが、それ以外はすべて神奈中が担当）

## 施設
教育
- 昭和薬科大学
  - 昭和薬科大学薬用植物園

公園
- 成瀬山ふるさとの森
- 東玉川学園化石谷児童公園